# Pseudobaptria japonica
Pseudobaptria japonica är en fjärilsart som beskrevs av Hori 1926. Pseudobaptria japonica ingår i släktet Pseudobaptria och familjen mätare. Inga underarter finns listade i Catalogue of Life.